# Czernawczyce
Czernawczyce (biał. Чарнаўчыцы, Czarnauczycy; ros. Чернавчицы, Czernawczicy) – agromiasteczko na Białorusi, w obwodzie brzeskim, w rejonie brzeskim, siedziba administracyjna sielsowietu Czernawczyce.
W miejscowości działają dwie parafie – prawosławna (pw. św. Paraskiewy Piątnicy) i rzymskokatolicka (pw. Trójcy Przenajświętszej).

## Geografia
Miejscowość położona nad rzeką Leśną przy drodze regionalnej R83 (Дарога Р83).

## Historia

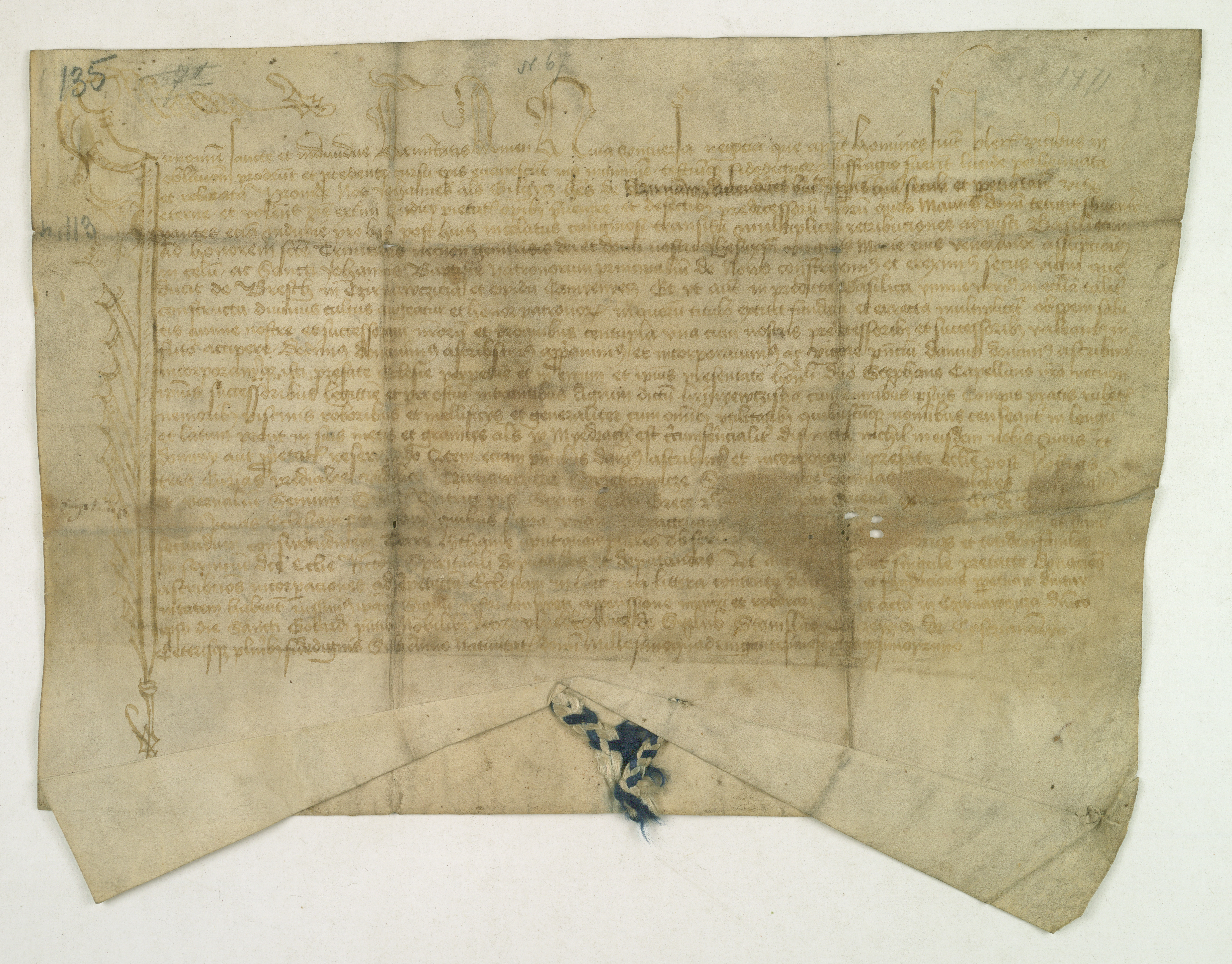
Jan Gilgycz funduje bazylikę w Czernawczycach

W XV wieku wieś Czernawczyce była własnością Wawczkiewiczów, ale w drugiej połowie tegoż stulecia znalazła się w posiadania Iwaszki Ilinicza. Na początku XVI wieku Jerzy Iwanowicz Ilinicz zgromadził w okolicach Brześcia znaczący majątek ziemski, którego centrum stały się Czernawczyce. Prawa miejskie miejscowość otrzymała już w 1521 roku Bezdzietny wnuk Jerzego, również Jerzy Ilinicz, swój majątek zapisał w 1566 roku adoptowanemu przez siebie Mikołajowi Krzysztofowi Radziwiłłowi „Sierotce”, synowi swojego opiekuna. Czernawczyce stały się rezydencją Radziwiłłów, centrum „hrabstwa czernawczyckiego”, które obejmowało około 400 wsi. Dobra czernawczyckie posiadały prawo wchodów. W miasteczku w 1583 roku wzniesiono kościół Świętej Trójcy, unikatowy zabytek renesansu na Białorusi z elementami architektury gotyckiej. Przez Czernawczyce przebiegały ważne trakty handlowe przez Brześć z Lublina do Wilna oraz z Nieświeża do Brześcia, a dalej do Kodnia i Włodawy.
W 1671 roku o milę od Czernawczyc Radziwiłłowie wznieśli okazały dwór drewniany, zwany Turna. Obok powstał kompleks parkowy i zwierzyniec. Wygląd tej rezydencji znany jest jedynie z opisu Juliana Ursyna Niemcewicza, a pozostałością jej mogą być ślady założenia parkowego we wsi Turna Mała położonej o 4 km na północ od Czernawczyc przy szosie do Kamieńca.
W 1718 roku Czernawczyce otrzymały herb i prawo magdeburskie. W 1777 roku działał tu młyn wodny.  
W XVIII wieku miasto należało do Marcina Mikołaja Radziwiłła. W swoim pałacu prowadził tu eksperymenty fizyczne, chemiczne i alchemiczne, m.in. próbując odkryć kamień filozoficzny. Założył także harem, więził ludzi napadał na okoliczne dwory. On także sprowadzał do Czernawczyc Żydów i zbudował tu synagogę. Postępowanie Radziwiłła spowodowało, że Hieronim Florian (również osławiony licznymi okrucieństwami) pojmał go i uwięził, a po uznaniu krewnego za obłąkanego, objął kuratelą jego majątek.
Od 1778 roku mieszkał w Czernawczycach poeta, tłumacz i pedagog Fabian Sakowicz. Na przełomie XVIII i XIX wieku dobra Czernawczyce przeszły w ręce Grabowskich.
Rozbiory Rzeczypospolitej przyczyniły się do upadku miejscowości. W XIX wieku znajdowała się ona w powiecie brzeskim guberni grodzieńskiej.
Julian Ursyn Niemcewicz opisuje Czernawczyce jako „nędzne miasteczko dziś już zupełnie oblazłe przez żydów”.
W 1868 roku było tu ponad 70 domów, dwie cerkwie prawosławne (Piatnicka i dawny kościół Troicki), synagoga, sklep, warsztat szewski, dwie karczmy. W 1889 roku założono tu hutę szkła.
W okresie międzywojennym Czernawczyce należały do gminy Turna w powiecie brzeskim województwa poleskiego. Według spisu powszechnego z 1921 roku była to wieś licząca 101 domów. Mieszkało tu 749 osób: 356 mężczyzn, 393 kobiety. Pod względem wyznania żyło tu 138 rzymskich katolików, 182 prawosławnych, 428 żydów oraz jeden ewangelik. 428 mieszkańców deklarowało narodowość żydowską, 149 polską, 143 białoruską, 21 rusińską, 6 litewską a 2 rosyjską. Przed II wojną światową tutejszy majątek ziemski należał do Puzynów.
W czasie II wojny światowej w wyniku paktu Ribbentrop-Mołotow i agresji ZSRR na Polskę w 1939 roku w Czernawczycach ustanowiono władzę radziecką (okres „pierwszych sowietów” od 1939 do 1941). Jednak po ataku Niemiec na ZSRR znalazły się pod okupacją hitlerowską. Ofiarą terroru okupanta padła miejscowa ludność, szczególnie Żydzi, stanowiący przed wojną większość mieszkańców. Egzekucje miały miejsce już po wkroczeniu wojsk niemieckich. Prawdopodobnie w Czernawczycach utworzono getto przejściowe, a następnie ludność żydowską przesiedlono do getta w Brześciu, gdzie została ona wymordowana. Zniszczono wówczas także synagogę.
Po II wojnie światowej miejscowość znalazła się w granicach ZSRR. W 1949 roku utworzono tu kołchoz „Iskra”.
Od 1991 roku wieś znajduje się w niepodległej Białorusi. Istnieją tu szkoła średnia, dom kultury, 4 sklepy, 2 restauracje, lokalne centrum kształcenia rolniczego i przyrodniczego, fabryka elementów betonowych. W 1997 roku Czernawczyce uzyskały status agromiasteczka, a mieszkańcy podjęli zakończone sukcesem starania o nadanie miejscowości miejskich symboli heraldycznych.

## Zabytki
- kościół katolicki pw. Świętej Trójcy
- cerkiew św. Paraskiewy Piątnicy (Piatnicka)
- cmentarz katolicki, z grobami żołnierzy polskich, poległych na tym terenie w latach 1918–1920[12]
- braterska mogiła ofiar II wojny światowej: radzieckich pograniczników, partyzantów, żołnierzy Armii Czerwonej i ofiar nazizmu w ogóle
- kapliczka barokowa z XVIII wieku w pn. części wsi, przy skrzyżowaniu dróg do Kamieńca i wsi Olaszkowicze. W niszy znajdował się obraz Matka Boska. Zwieńczona kutym krzyżem na półksiężycu. Zniszczona po 1945 roku.

## Galeria

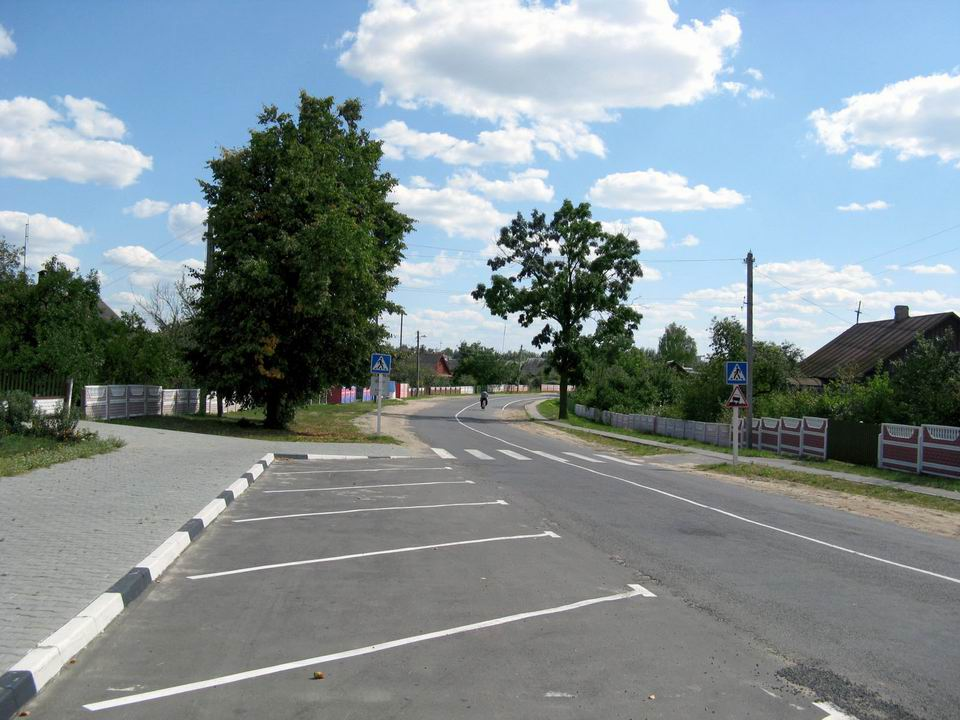
Ulica w Czernawczycach (2008)
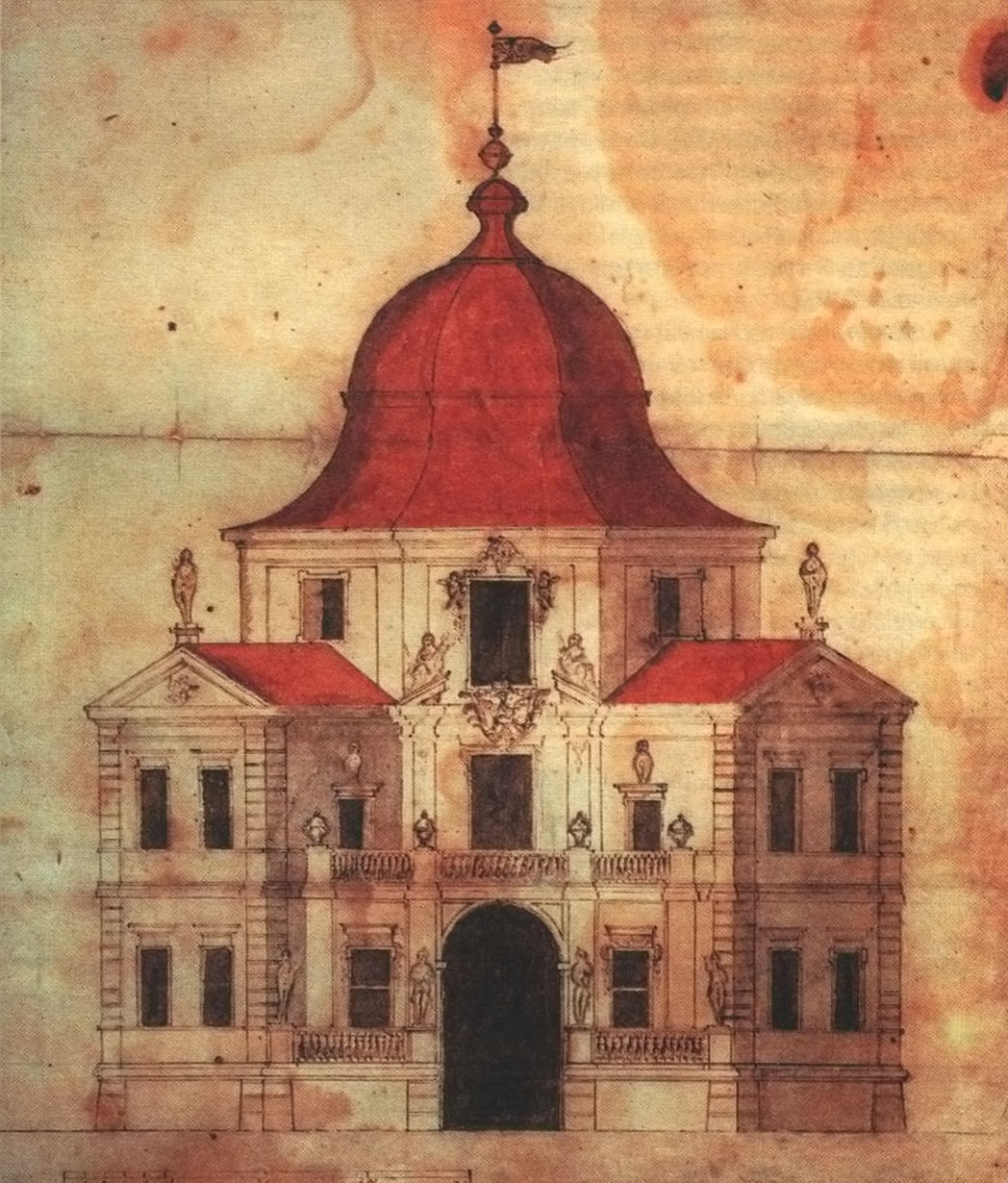
Pałac Radziwiłłów w Czernawczycach (1761)
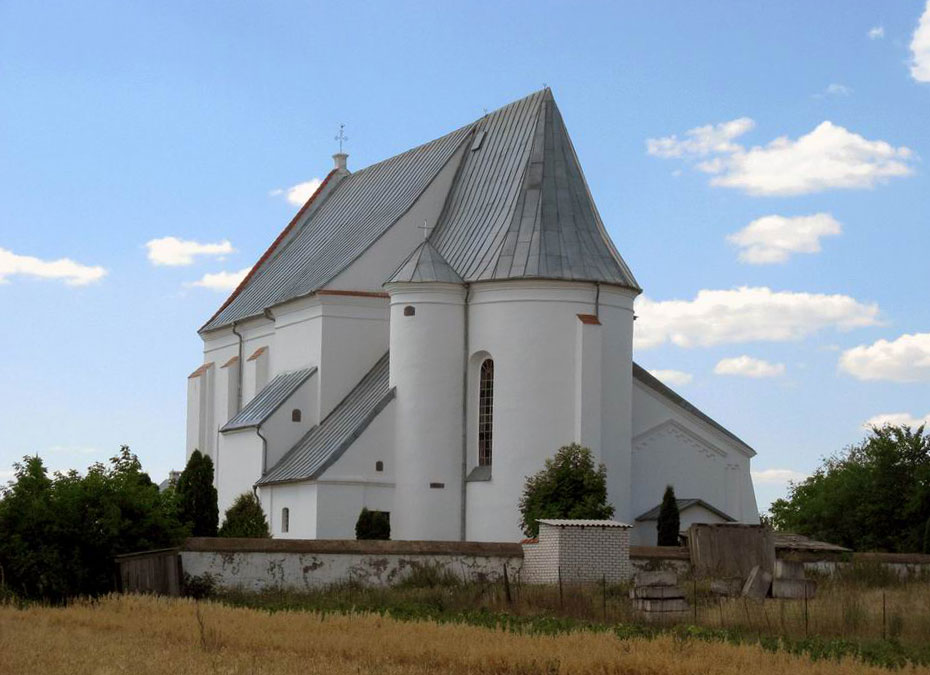
Kościół Świętej Trójcy w Czernawczycach (2008)
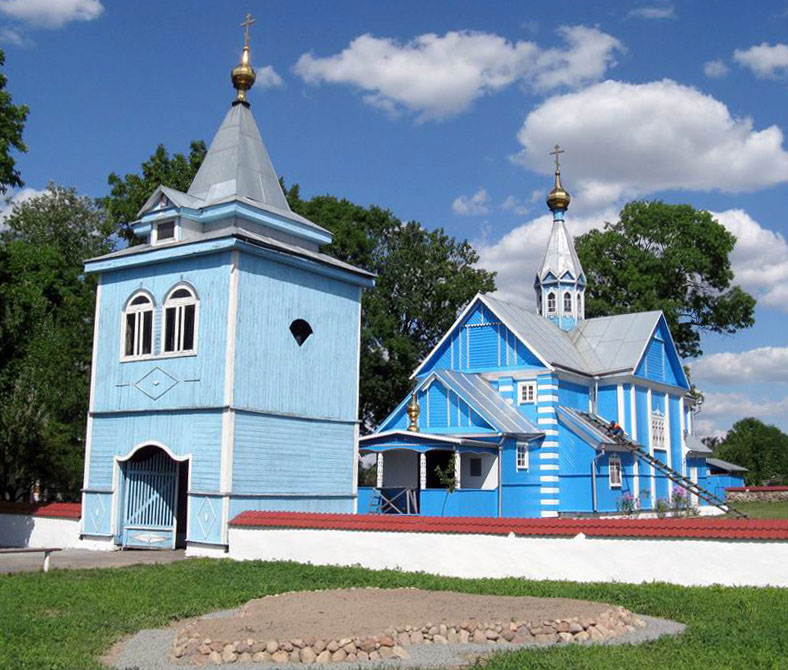
Cerkiew św. Paraskiewy Piątnicy w Czernawczycach (2008)